# ADK
ADK var en japansk spelutvecklare, främst av arkadspel. Namnet är förmodligen en förkortning av företagets tidigare namn, Alpha Denshi Kabushikigaisha (アルファ電子株式会社).

## Åttiotalet
ADK var ursprungligen en utvecklingsavdelning (den s.k. Alfaavdelningen) inom SNK, men knoppades under åttiotalet av till ett fristående bolag, som förutom för moderbolaget även arbetade för Sega. I slutet av samma årtionde framlade ADK planer på en egenutvecklad plattform för både arkadspel och för användning i hemmet, vilket i samarbete med SNK utvecklades till Neo Geo. Merparten av dåvarande Alphas krafter lades därefter på utveckling av spel till den nya plattformen.

## Nittiotalet
I början av nittiotalet (runt 1992–1993, att döma av titelskärmar i spel) bytte Alpha Denshi namn till ADK. Neo Geo upplevde sin storhetstid både i hemmet (om än i en blygsam skala jämfört med andra, billigare fabrikat) och framför allt i arkadhallarna, då det var lätt för spelhallsägarna att byta ut spel, och även då det gick att utrusta ett Neo Geo-kabinett med flera spel samtidigt. Vid mitten av nittiotalet vände dock framgångarna, och ADK förlorade stora delar av sin personal samtidigt som förbindelserna till SNK blev sämre. I ett försök att finna inkomster utanför den minskande arkadspelsmarknaden satsade företaget på att bli innehållsleverantör till mobiltelefoner och även på att utveckla spel direkt för spelkonsoler, utan att som tidigare ta omvägen via spelhallen. Den nedåtgående trenden gick emellertid inte att vända, och i slutet av nittiotalet lades firman slutgiltigt ned.

## Lista över spel
Spel utvecklade av Alpha/ADK, med eventuell utgivare inom parentes. Om inget annat anges är det arkadspel.
- 1982
  - Shōgi (Tehkan)
- 1983
  - Exciting Soccer
  - Champion Baseball (Sega)
  - Champion Baseball 2(Sega)
- 1984
  - Equites (Sega) - shoot 'em-up med robot i huvudrollen
  - Bullfighter (Sega) - ishockey
- 1985
  - Splendor Blast - 3D-shoot 'em-up
  - High Voltage - 3D-shoot 'em-up
  - The Kōkōyakyū
  - Exciting Soccer 2
- 1986
  - Super Stingray (Sega)
- 1987
  - Time Soldiers (SNK)
- 1988
  - Sky Soldiers (SNK Playmore|SNK)
- 1989
  - Gang Wars (SNK Playmore|SNK)
  - Super Champion Baseball (SNK)
- 1990
  - Magician Lord (SNK) - 2D-plattformsspel i fantasymiljö
  - Ninja Combat (SNK) - sidscrollande beat'em-up med ninjor
- 1991
  - Blue's Journey (SNK)
  - Cross Sword (SNK) - 3D-actionspel i fantasymiljö
  - Thrash Rally (SNK) 2D-racerspel
- 1992
  - Ninja Commando (SNK) - vertikalscrollande shoot 'em-up med ninjor
  - World Heroes (SNK) - slagsmålsspel med visst inslag av ninjor
- 1993
  - World Heroes 2 (SNK)
- 1994
  - Aggressors of Dark Kombat (Tsūkai GANGAN kōshinkyoku) (SNK) - slagsmålsspel med värstingar
  - World Heroes 2 JET (SNK)
- 1995
  - Shōgi no tatsujin (SNK)
  - World Heroes Perfect (SNK)
- 1996
  - Over Top - 2D-racerspel
  - Ninja Masters: Haō no ninpōchō - fighting-spel förlagt till sengoku-eran
  - Twinkle Star Sprites - vertikalscrollande shoot 'em-up à la kawaii
- 1997
  - Treasure Gear - enbart för Playstation